# Ville fusionnée d'Altenkirchen
Pour les articles homonymes, voir Altenkirchen (homonymie).
La Ville fusionnée d'Altenkirchen est une municipalité allemande située dans le land de Rhénanie-Palatinat et l'arrondissement d'Altenkirchen (Westerwald).
La Ville fusionnée d'Altenkirchen consiste en cette liste d'Ortsgemeinden (municipalités locales):
| | | |
| 1. Almersbach 2. Altenkirchen (Westerwald) 3. Bachenberg 4. Berod bei Hachenburg 5. Birnbach 6. Busenhausen 7. Eichelhardt 8. Ersfeld 9. Fiersbach 10. Fluterschen 11. Forstmehren 12. Gieleroth 13. Hasselbach 14. Helmenzen | 1. Helmeroth 2. Hemmelzen 3. Heupelzen 4. Hilgenroth 5. Hirz-Maulsbach 6. Idelberg 7. Ingelbach 8. Isert 9. Kettenhausen 10. Kircheib 11. Kraam 12. Mammelzen 13. Mehren 14. Michelbach (Westerwald) | 1. Neitersen 2. Obererbach 3. Oberirsen 4. Oberwambach 5. Ölsen 6. Racksen 7. Rettersen 8. Schöneberg 9. Sörth 10. Stürzelbach 11. Volkerzen 12. Werkhausen 13. Weyerbusch 14. Wölmersen |

## Source
- (de) Cet article est partiellement ou en totalité issu de l’article de Wikipédia en allemand intitulé « Verbandsgemeinde Altenkirchen (Westerwald) » (voir la liste des auteurs).